# Cantos e Contos, Vol. 2
Cantos e Contos, Vol. 2 é o quarto álbum de vídeo da cantora brasileira Zizi Possi, lançado em DVD pela Biscoito Fino em abril de 2010. Gravado ao vivo no Tom Jazz, São Paulo, todas as terças-feiras entre 11 de março e 27 de maio de 2008, com participações de Luiza Possi, Toninho Ferragutti, Eduardo Dussek, Ivan Lins e Ana Carolina.

## Lista de faixas
| N.º | Título                                          | Duração |  |
| 1.  | "Luiza"                                         |         |  |
| 2.  | "João e Maria" (Part. Luiza Possi)              |         |  |
| 3.  | "Tudo a Ver" (Part. Luiza Possi)                |         |  |
| 4.  | "Amor da Minha Vida" (Part. Toninho Ferragutti) |         |  |
| 5.  | "Assum Branco" (Part. Toninho Ferragutti)       |         |  |
| 6.  | "Caminhos de Sol"                               |         |  |
| 7.  | "Sentado à Beira do Caminho"                    |         |  |
| 8.  | "Senza Fine"                                    |         |  |
| 9.  | "Desafinado" (Part. Eduardo Dussek)             |         |  |
| 10. | "Cantando no Banheiro" (Part. Eduardo Dussek)   |         |  |
| 11. | "Eu Velejava em Você"                           |         |  |
| 12. | "Palavras"                                      |         |  |
| 13. | "Alfonsina Y El Mar" (Part. Ivan Lins) (Piano)  |         |  |
| 14. | "Bilhete" (Part. Ivan Lins)                     |         |  |
| 15. | "Nada Pra Mim"                                  |         |  |
| 16. | "Ruas de Outono" (Part. Ana Carolina)           |         |  |
| 17. | "Carvão / Quem é Você" (Part. Ana Carolina)     |         |  |
| 18. | "Bom Dia" (Part. Ana Carolina)                  |         |  |